# V1015 Геркулеса
V1015 Геркулеса (лат. V1015 Herculis) — одиночная переменная звезда в созвездии Геркулеса на расстоянии (вычисленном из значения параллакса) приблизительно 21290 световых лет (около 6527 парсек) от Солнца. Видимая звёздная величина звезды — от +17,5m до +13,8m.
Открыта Сергеем Валентиновичем Антипиным в 1999 году*.

## Характеристики
V1015 Геркулеса — красный гигант, пульсирующая переменная звезда, мирида (M) спектрального класса M5-M6. Эффективная температура — около 3281 K.